# 34310 Markhannum
2000 QA187 (asteroide 34310) é um asteroide da cintura principal. Possui uma excentricidade de 0.10837720 e uma inclinação de 4.56698º.
Este asteroide foi descoberto no dia 26 de agosto de 2000 por LINEAR em Socorro.